# Xylolocha
Xylolocha är ett släkte av fjärilar. Xylolocha ingår i familjen mätare.
Kladogram enligt Catalogue of Life:
| Xylolocha | \| \| Xylolocha capucina \| \| \| \| \| \| Xylolocha gabraria \| \| \| \| \| \| Xylolocha garlepparia \| \| \| \| \| \| Xylolocha linearis \| \| \| \| \| \| Xylolocha schunckearia \| \| \| \| |
|           | \| \| Xylolocha capucina \| \| \| \| \| \| Xylolocha gabraria \| \| \| \| \| \| Xylolocha garlepparia \| \| \| \| \| \| Xylolocha linearis \| \| \| \| \| \| Xylolocha schunckearia \| \| \| \| |
|           | Xylolocha capucina |
|           | |
|           | Xylolocha gabraria |
|           | |
|           | Xylolocha garlepparia |
|           | |
|           | Xylolocha linearis |
|           | |
|           | Xylolocha schunckearia |
|           | |